# René Savoie
René Savoie (* 9. Februar 1896 in Le Locle; † 29. April 1961 in Neuenburg) war ein Schweizer Eishockeyspieler.

## Karriere
René Savoie nahm für die Schweizer Eishockeynationalmannschaft an den Olympischen Sommerspielen 1920 in Antwerpen sowie an den Olympischen Winterspielen 1924 in Chamonix teil. Auf Vereinsebene spielte er für den HC Château-d’Oex. 